# Centre de contrôle de mission
Pour les articles homonymes, voir MCC.

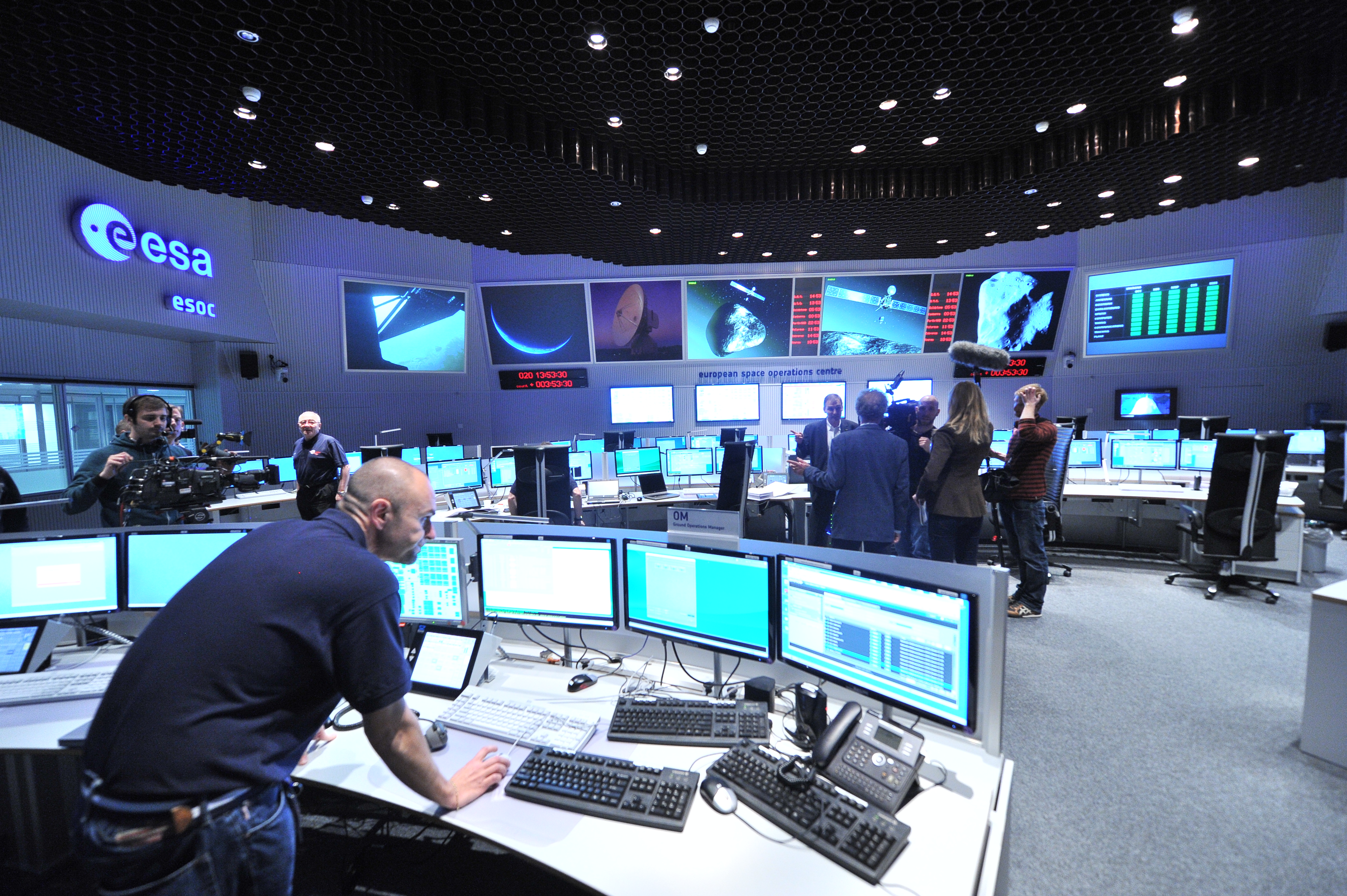
Le centre de contrôle de l'Agence spatiale européenne (ESOC) à Darmstadt en Allemagne.

Le centre de contrôle de mission est une structure qui rassemble les moyens nécessaires à la gestion opérationnelle d'un satellite artificiel, d'une sonde spatiale explorant le système solaire ou l'accomplissement de la mission d'un vol habité. Les principales agences spatiales (NASA, Agence spatiale européenne, Roscosmos), qui développent un grand nombre de missions, disposent des centres de contrôle de mission les plus importants. Les plus connus sont le Centre spatial Lyndon B. Johnson pour les missions habitées de la NASA, l'ESOC pour l'Agence spatiale européenne, le TsUP pour les missions soviétiques puis russes. À côté des centres de contrôle généralistes qui contrôlent le lancement, le déploiement, la navigation et les manœuvres de changement d'orbite et de correction de trajectoire, il existe souvent des centres de contrôles plus spécialisés qui prennent en charge la gestion de la charge utile (instruments scientifiques ou de collecte de données) en activant les instruments, envoyant des commandes et récupérant les données. 

## Définition
La principale tâche d'un centre de contrôle de mission est de gérer le déroulement des missions spatiales du décollage jusqu'à l'atterrissage ou à la fin de la mission. Une équipe de contrôleurs de vol ainsi que d'autres membres du personnel en soutien, ont charge de surveiller tous les aspects de la mission en utilisant les télémesures. Les échanges avec l'engin spatial se font par radio via les stations terriennes.
Les principales tâches assurées par la salle de contrôle sont :
- la surveillance des paramètres de fonctionnement (télémesures) ;
- la correction des anomalies ;
- le contrôle et les corrections de la trajectoire ;
- l'envoi d'instructions à la charge utile ;
- la collecte et le traitement des données recueillies par la charge utile.

On distingue le centre de contrôle de lancement qui suit le déroulement du lancement et qui souvent situé physiquement  dans la base de lancement et le centre de contrôle de mission qui prend en charge l'engin spatial une fois celui-ci sur son orbite opérationnelle. 
Le centre de contrôle de mission peut être  spécifique à une mission donné (certaines missions scientifiques) ou mutualisé (par exemple l'ESOC pour les missions de l'Agence spatiale européenne).

## Principaux  centres de contrôles

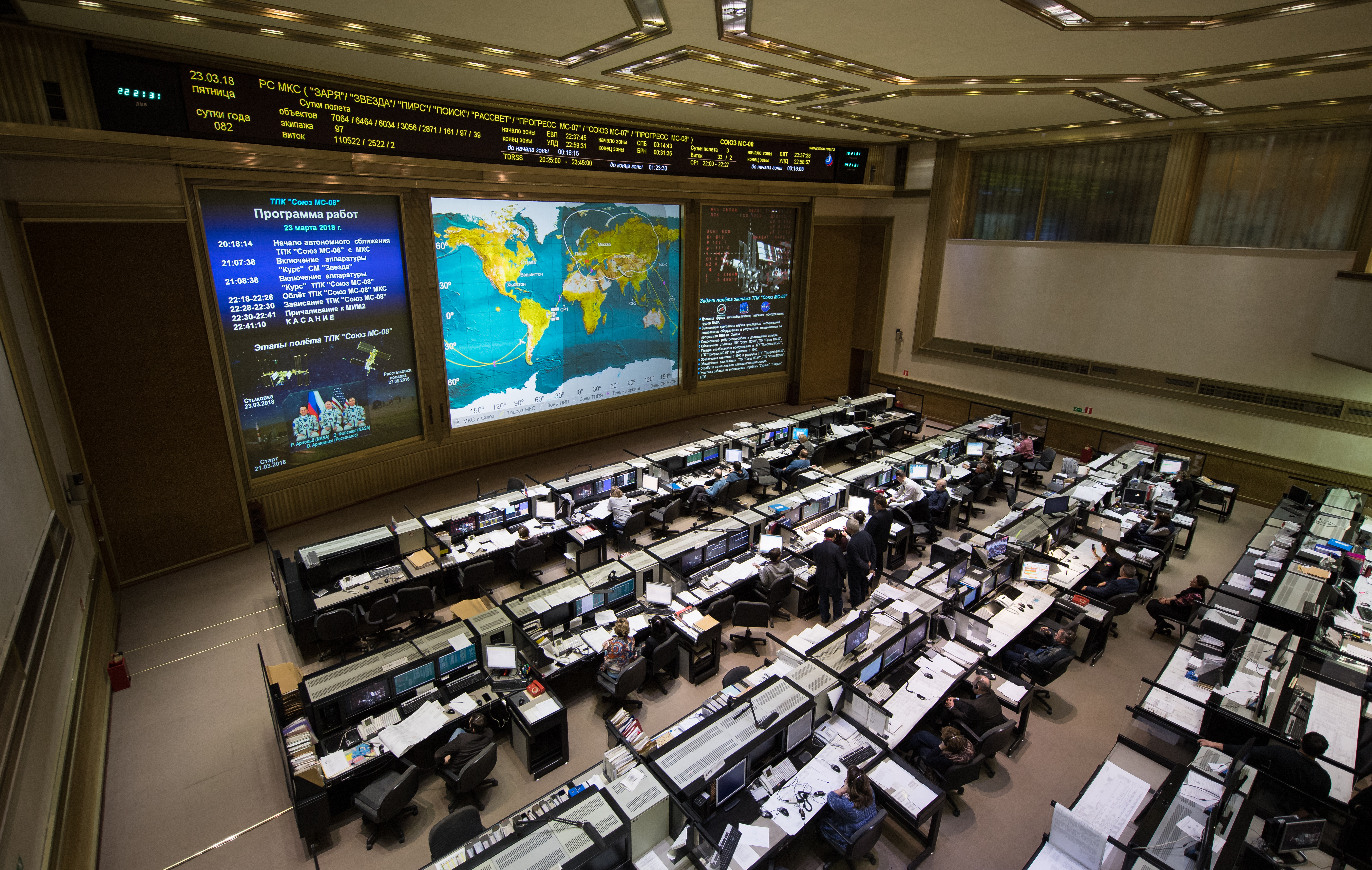
Le centre de contrôle de l'agence spatiale russe Roscosmos à Korolev dans la banlieue de Moscou.

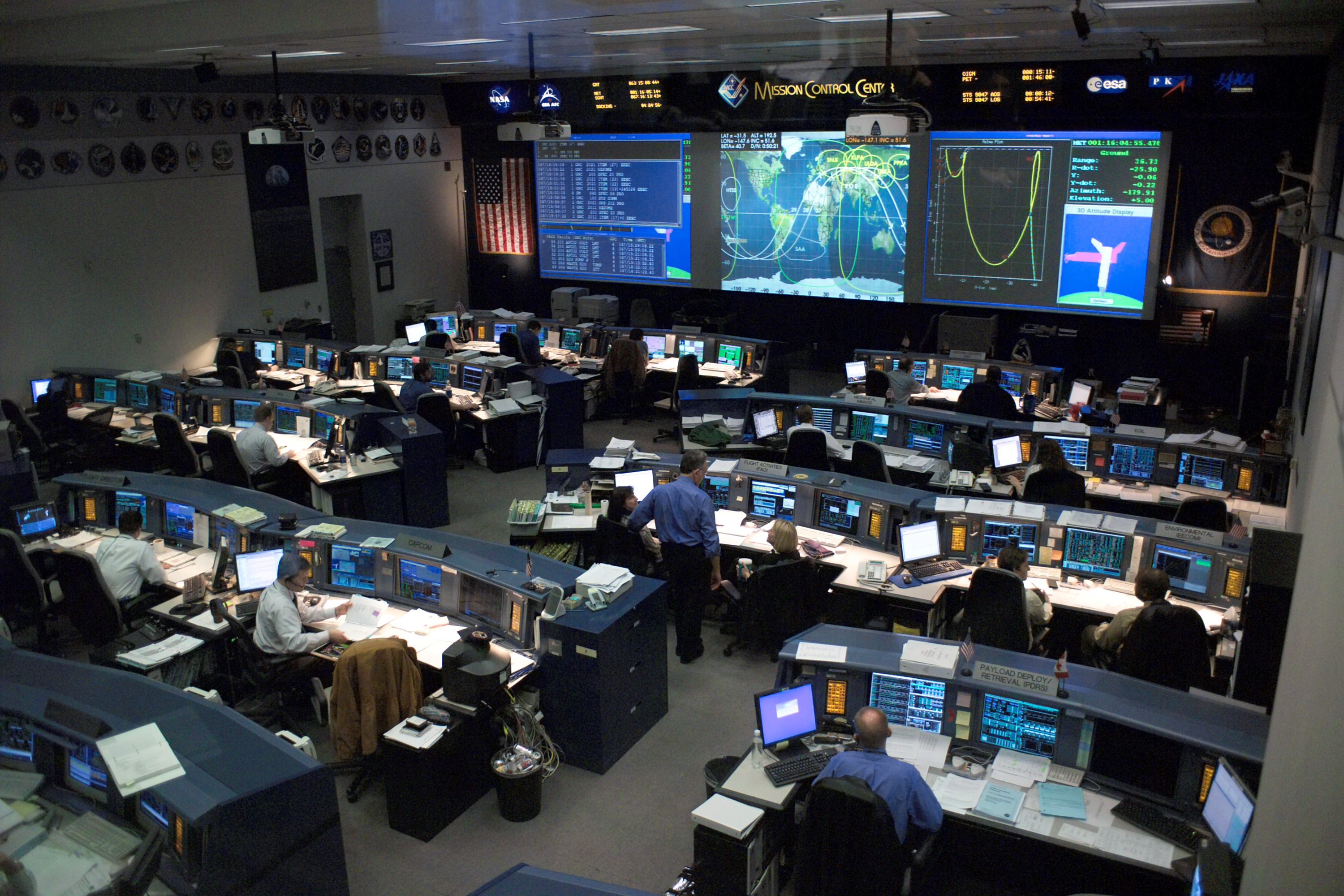
Le centre de contrôle du Centre spatial Lyndon B. Johnson à Houston (Texas) gère les missions du programme spatial habité américain (Station spatiale internationale).

- Le Centre de contrôle de mission Christopher C. Kraft Jr. du Centre spatial Lyndon B. Johnson à Houston au Texas gère les missions du programme spatial habité de la NASA c'est-à-dire aujourd'hui le déroulement des missions à bord de la station spatiale internationale, les missions de relève des équipages de la station spatiale, les missions  de ravitaillement de la station spatiale ainsi que les sorties extravéhiculaires.
- Le Centre européen d'opérations spatiales à Darmstadt en Allemagne gère les missions développées par l'Agence spatiale européenne.
- Le Centre de contrôle des vols spatiaux TsUP de Roskosmos à Korolev en Russie.
- Le Centre de contrôle et de commandement aérospatial de Pékin en Chine.

Quelques exemples de centres de contrôles spécialisés :
- Le Centre d'opération du réseau (COR) du Centre spatial de Toulouse en France.

Centres de contrôles consacrés aux lancements :
- Centre de contrôle Mercury de la base de lancement de Cap Canaveral.
- Centre spatial guyanais à Kourou en Guyane française.

## Poste

### Responsabilités durant leProgramme Apollo
Le centre de contrôle des missions du  Programme Apollo comprenait 12 secteurs :
- Lanceur : responsable de la propulsion de moteurs de poussées.
- Contrôle : responsable du module lunaire.
- Environnement électrique et gestion du combustible.
- Activité : responsable de la gestion du travail des astronautes.
- Dynamique : responsable du positionnement des modules lors des contacts entre modules.
- Trajectoire : contrôle de trajectoire des modules.
- Navigation : contrôle la navigation dans l'espace.
- Instruments et de la communication.
- Superviseur du réseau : contrôle du système informatique.
- Procédures: contrôle les procédures.
- Rétrofusées : Au cours des missions lunaires, les manœuvres était gérées de la terre, comme le moment où le module de service Apollo a allumé son moteur pour retourner de la lune à la terre.
- Télémesures.